# ۱۲۸۶ (میلادی)
۱۲۸۶ (میلادی) هزار ودویست و هشتاد و ششمین سال تقویم میلادی است.

## درگذشتگان
- ۱۸ یا ۱۹ مارس - الکساندر سوم، پادشاه اسکاتلند
- ۳۰ ژوئیه – ابن عبری، کشیش اهل ارمنستان (ز. ۱۲۲۶)
- ۳۰ ژوئیه – ابن عبری، کشیش اهل ارمنستان (ز. ۱۲۲۶)